# Air Do
Pour les articles homonymes, voir ADO.
Air Do (エア・ドゥ), anciennement Hokkaido International Airlines (北海道国際航空) (code AITA : HD ; code OACI : ADO) est une compagnie aérienne japonaise, basée à Sapporo, dans l'île de Hokkaidō.
Air Do a été une des premières compagnies à bas coûts du Japon, en commençant ses opérations en 1998. Elle entra alors en concurrence avec les transporteurs domestiques traditionnels (All Nippon Airways (ANA), Japan Airlines (JAL) ou Japan Air System (JAS)), compagnies qui furent capables de baisser leurs tarifs sans compromettre leurs propres résultats, ce qui mit Air Do hors jeu. Après deux ans de pertes, Air Do signa un accord de partage de code avec All Nippon Airways (ANA) et elle pratique désormais les mêmes tarifs que les grandes compagnies.
'Do' est prononcé comme « doux » et pas comme « dō » d' « Hokkaidō ».

## Destinations
- aéroport international de Tokyo Haneda - Asahikawa
- Tokyo International Airport - Hakodate

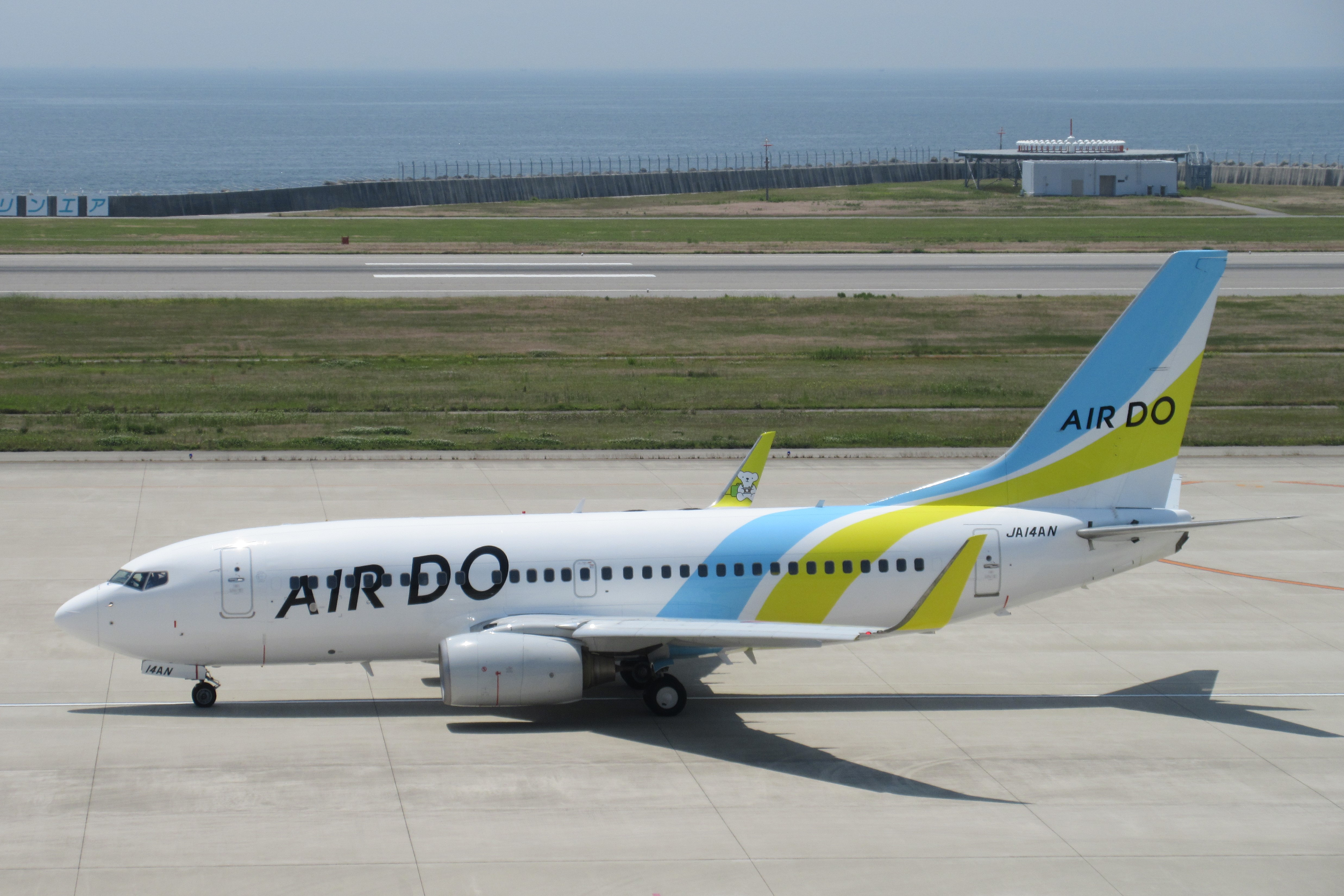
Un Boeing 737-700 (JA14AN) à l'aéroport de Kobe

- Tokyo International Airport - Memambetsu (en)
- Tokyo International Airport - Nouvel aéroport de Chitose

## Flotte

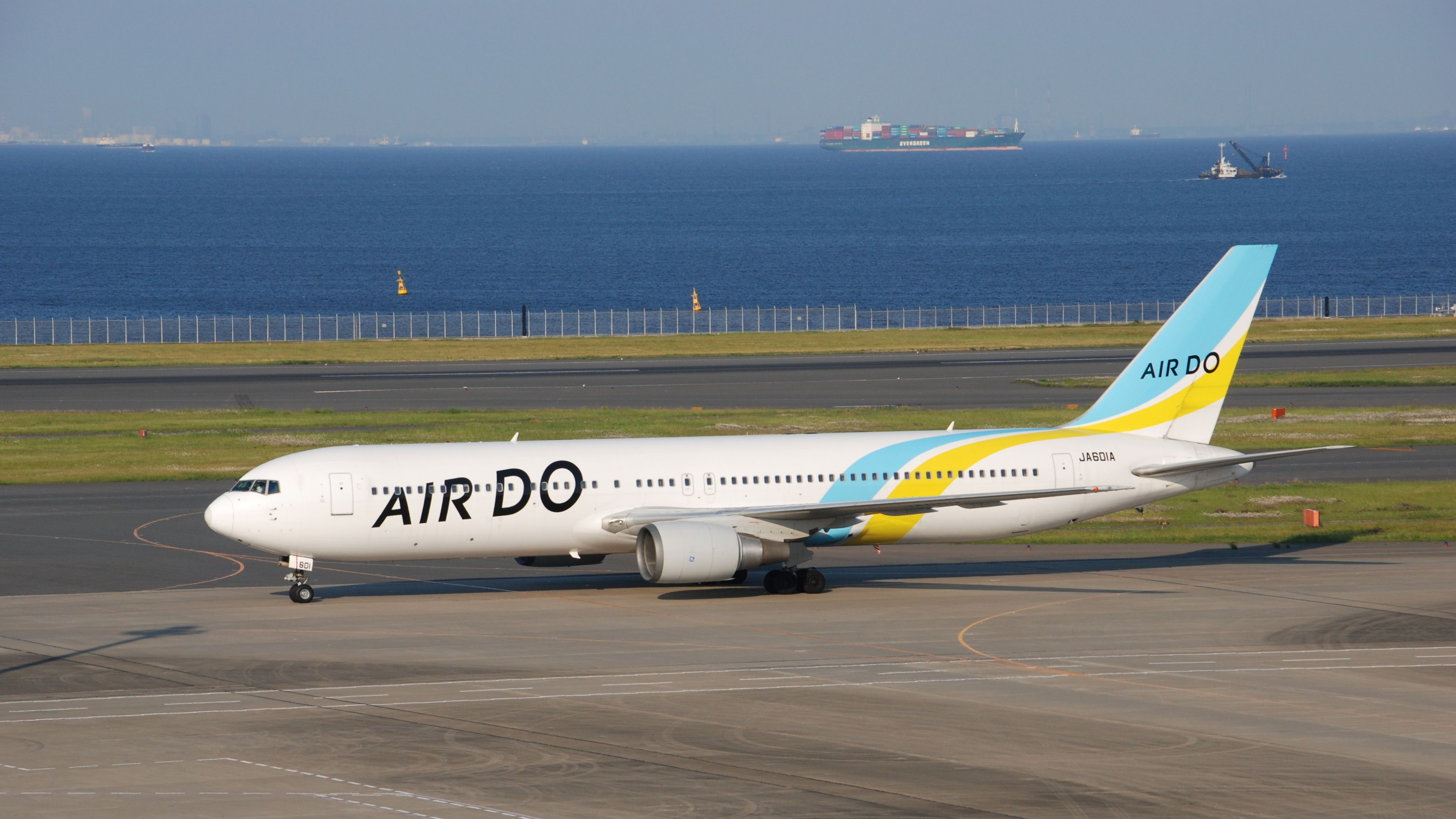
Un Boeing 767-300 d'Air Do à l'aéroport Haneda de Tokyo

### Flotte actuelle
La flotte d'Air Do comprend les appareils suivants (en février 2021):

### Flotte historique

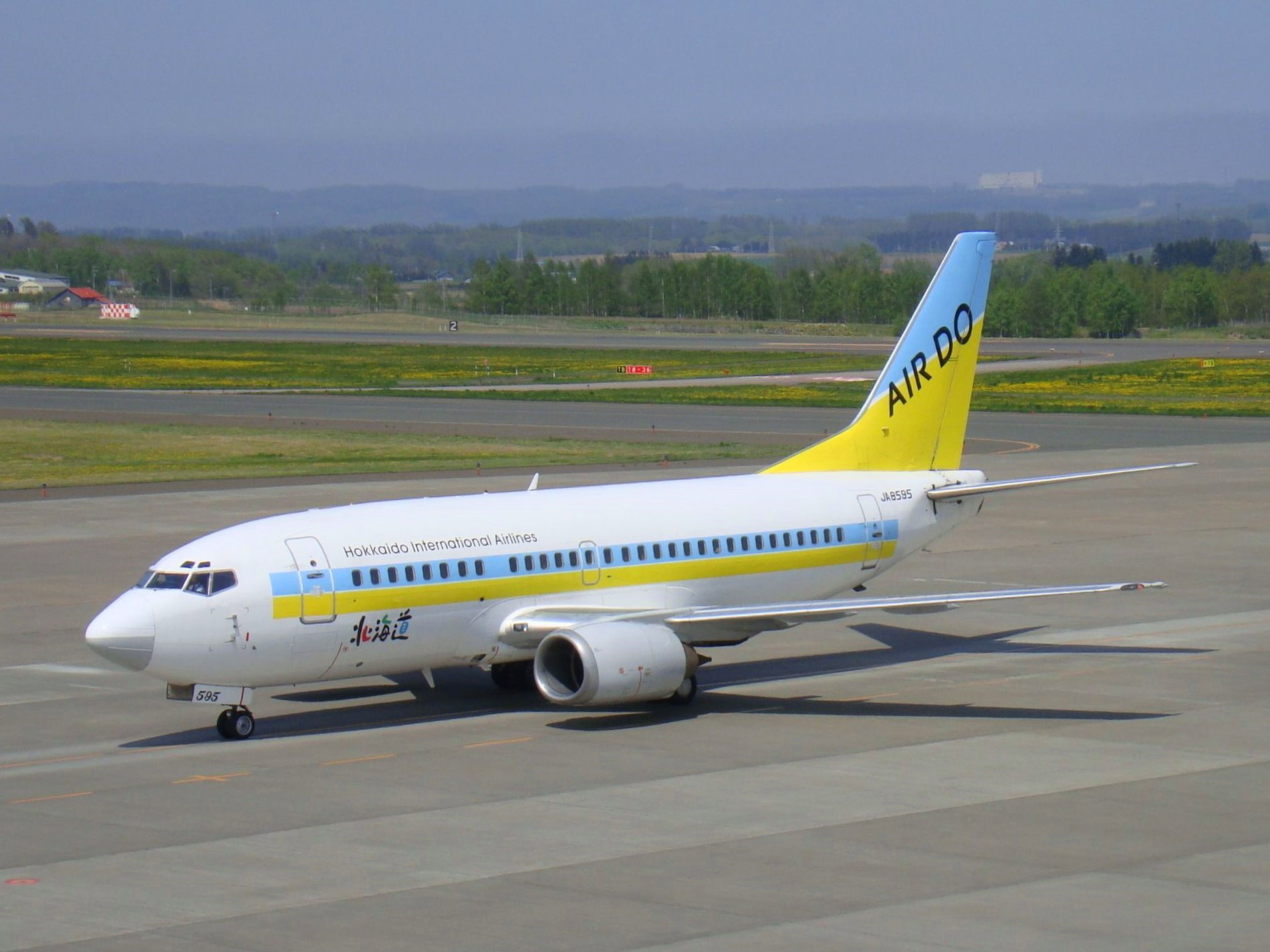
Hokkaido International Airlines Boeing 737-500 dans l'ancienne livrée

- Boeing 737-400
- Boeing 737-500
- Boeing 767-200

## Sources et Références
1. ↑  (ja) « 沿革 », Air Do (consulté le 6 août 2015)
2. ↑  (ja) « My AIRDO », Air Do (consulté le 6 août 2015)
3. ↑  (ja) « 時刻表 », Air Do (consulté le 6 août 2015)
4. ↑  (ja) « 会社概要 », Air Do (consulté le 6 août 2015)
5. ↑  (ja) « エア・ドゥ、退役767初号機が米国へ 翼振り最後の羽田離陸 », sur Aviation Wire (consulté le 31 janvier 2021)
6. ↑  (ja) « エア・ドゥ、767 2号機が退役 元ANA機に統一 », sur Aviation Wire (consulté le 28 février 2021)